# Animal Man
Animal Man (Bernhard Baker) (Español: Hombre Animal) es un personaje ficticio de DC Comics. Su primera aparición fue en Strange Adventures N.º180 (septiembre de 1965) y fue creado por  Dave Wood y Carmine Infantino. 
Su serie propia, que se planteó en 1988 como un arco argumental sencillo compuesto por cuatro aventuras, fue de un éxito tal que se prolongaría en el tiempo durante 89 números y siete años convirtiendo a Animal Man en una pequeña celebridad. Su "principal mérito reside en ser una colección de guionista" (Grant Morrison, Jaime Delano), "dado que los dibujantes han sido bastantes tristes (con la posible excepción de Steve Dillon)." Cabe destacar que la colorista en todo momento de la serie fue Tatjana Wood que ha participado en otras producciones notables como Camelot 3000.

## Trayectoria editorial

### Orígenes
Animal Man nació de la mano del dibujante Carmine Infantino (cocreador de Flash, Deadman o Bat Girl) y el guionista Dave Wood en el seno de la famosa editorial de cómics Detective Comics (DC). Su debut fue en una historia titulada "Yo fui el hombre con poderes de animal", incluida en el número 180 de la revista Strange Adventures, donde también se han dado cita otros personajes menores de DC como Deadman o Adam Strange. 
La primera historia que protagonizó era de ciencia ficción, siendo en la tercera en la que adoptaría su carácter superheroico y su característico traje naranja con una gran "A" azul. Después de sus apariciones, como personaje secundario que era, no gozó de nuevas oportunidades y no se le rescató para ninguna colección particular ni para formar parte de algunos de los supergrupos de la editorial  (como la JLA o la JSA), suerte que no corrieron otros personajes de la misma colección (Deadman y sobre todo Adam Strange, que sí gozaron de cierta repercusión).
El personaje protagonizó aventuras de argumentos típicos, deteniendo a gánsteres, grandes animales o incluso alienígenas. El personaje en este punto de su trayectoria es todo un estereotipo de los superhéroes de la vieja escuela; rubio, atlético, vestido en un traje vistoso y con un origen que mezclaba elementos pintorescos como extraterrestres y exposiciones a radiaciones. Gozó de cuatro apariciones en portada y varias apariciones de forma semirregular en esa colección.
El personaje, tras sus dos años de recorrido entre 1965 y 1967, cayó en el olvido junto a otros como él (Inmortal Man, Split Man) y no sería hasta varios años después que decidieron rescatarlo. Sólo hubo un pequeño inciso, en 1972, en el que el personaje apareció en nuevas aventuras. Esto sucedió en los números 414, 415 y 420 de la revista Adventure comics.

### Miembro de un grupo
Tras su aparición en la colección de la superheroína más importante (Wonder Woman) en 1980, en dos historietas (números 267 y 268), parecía que editores y lectores volvían a recordar a Buddy Baker, aquel que luchaba contra gorilas superinteligentes valiéndose de las habilidades que tomaba prestadas de los animales que se hallaban cerca (normalmente, algún zoológico se situaba oportunamente próximo a la escena del crimen).
Este recuerdo fue acompañado por el de otros personajes menores de DC, (en concreto Inmortal Man, Cave Carson, Rip Hunter, Rick Flag, Dolphin, Dane Dorrace y Congo Bill) secundarios pertenecientes a revistas similares a Strange Adventures.
Con el hilo argumental de Crisis en las Tierras Infinitas, Animal Man y otros personajes fueron agrupados en el equipo "Los Héroes Olvidados", creado por Marv Wolfman (guionista de series célebres, como "La Tumba de Drácula") y Gil Kane ("Green Lantern"). El grupo participó (e hizo su debut en 1983) en algunos números de la serie Action Comics (la misma que vio nacer a Superman), en DC Comics Presents y por supuesto en Crisis en Tierras Infinitas.
Al parecer, Animal Man destacaba más que cualquier otro miembro de la serie, y eso fue percibido por los responsables de DC.

### Una serie propia: La etapa de Morrison
La política de resurrección de viejos personajes olvidados no murió con el fin de la miniserie Crisis en Tierras Infinitas, y Animal Man fue sin duda uno de los grandes beneficiados de esta política. Su regreso fue notorio debido en parte a que coincidió cronológicamente además con otro fenómeno: la llamada "Invasión Británica".
El ejemplo más claro de la misma es el binomio del personaje olvidado que se topaba con un prestigioso guionista británico y se convertía de pronto en un super éxito de crítica y ventas. Así sucedió con La Cosa del Pantano y Alan Moore y así sucedió con Animal Man y un joven y brillante Grant Morrison, que en su infancia había disfrutado del personaje "hasta el punto de querer escribir sus aventuras cuando entró a trabajar en la compañía".
Animal Man gozó así de una colección propia, en la que se reflejaron ciertos cambios en el personaje y que estaba destinada a un nuevo público distinto del tradicional (de hecho, la serie se editó sin el sello de la Comics Code Authority, equivalente al "para todos los públicos" español). Grant Morrison contó con las portadas del también británico Brian Bolland (brillante dibujante responsable de grandes clásicos como Judge Dredd, Camelot 3000 o La Broma Asesina) y con los lápices de Chas Truog para relanzar a un personaje olvidado y convertirlo en todo un clásico moderno. La calidad de la serie, que arrancó en septiembre de 1988, permitió que se mantuviera viva hasta 1995. De los guionistas que por ella han pasado le corresponde a Morrison (junto con el posterior Jamie Delano) en ser el más innovador y atrevido, proporcionando los mejores arcos argumentales del personaje, que han sido objeto de varias reediciones.
En la nueva serie el lector medio, ahora ya más maduro, pudo observar a un nuevo Buddy Baker, distinto de aquel tan estereotipado de los años 60 y 70. Siempre existió la idea de explorar los límites del cómic tradicional de superhéroes con esta serie.
En un nivel primordial y estético, cubrió su mono naranja con una chaqueta de cuero, que aún hoy en día mantiene. En el plano personal, Buddy Baker era un especialista en escenas de riesgo de películas y series en paro, felizmente casado con su novia de toda la vida Ellen y con dos hijos (Clifford y Maxine) que vivían con él en San Diego. Había dejado hace varios años atrás la idea de ser un superhéroe y ahora vivía del trabajo de dibujante de Ellen, y ahora volvía con nuevas fuerzas para hacerse un hueco en el panorama de aquel momento reivindicando su veteranía.
En los distintos arcos argumentales de la serie, que luego en posteriores recopilaciones fueron bautizados con diversos títulos ("El origen de las especies", "El evangelio del coyote", "La naturaleza de la bestia", "La hora de la bestia" o "Deux ex Machina"), Morrison traspasó su propia condición de vegetariano y defensor de los derechos animales a Buddy Baker, dándole al personaje una profundidad mucho mayor. Incluso fue utilizada la experiencia de la muerte de su gata en la serie, así como los recuerdos de su amigo imaginario Foxy.
Morrison aprovechó también para remodelar el pasado del personaje además de su presente remodelando su origen. También usó los recursos narrativos más avanzados, como la ruptura de La Cuarta Pared (licencia literaria consistente en que el autor deja de serlo y se convierte en un personaje más de la historieta) en los últimos números escritos por Morrison. La utilización de este recurso, utilizado anteriormente por grandes del cómic como John Byrne, dio una gran brillantez al remate de la etapa de Morrison, que dejó la colección tras veintiseís números, momento en el cual argumentó con sinceridad que ya había escrito todo lo que debía sobre el personaje.
Paralelamente, Animal Man participó de ciertos crossovers con otros personajes del mundo DC y fue incluido como miembro de la JLE (Liga de la Justicia Europea) en 1989, pero siempre de forma muy marginal y conservando su propia colección un tono intimista.

### Las etapas de Milligan y Veitch
Grant Morrison se fue por la puerta grande y dejando el listón muy alto, con lo que los directivos de DC debían ahora buscar un guionista que mantuviese la calidad de la serie que tantos éxitos de público y críticas estaba cosechando. En el equipo creativo se mantuvieron Chas Truog y Brian Bolland, mientras que el elegido sucesor de Morrison fue Peter Milligan.
Milligan encontró un trabajo muy difícil de realizar, ya que debía mantener e incluso superar lo que Morrison había hecho y rehacer la serie que Morrison había descompuesto a su antojo. Milligan decidió sumir a Animal Man en un coma psicodélico tras el cual despertaría encontrándose divorciado de su mujer y sumido en una cruenta lucha contra el gobierno.
El cambio propuesto por Milligan no convenció ni a directivos ni a lectores, y fue sustituido tras el número 32 por Tom Veitch. La etapa de Veitch fue algo más afortunada y más larga que la de Milligan. En ella se cambió al dibujante regular, Chas Truog, por Steve Dillon, quien ya había participado en el número 29. El inglés Steve Dillon aportó frescura a la estética de la serie con su estilo sencillo y muy bien narrado que luego le llevó a la fama en Predicador, al tiempo en que las Portadas de Brian Bolland eran cada vez más brillantes.
Desde el punto de vista argumental, Animal Man se separó cada vez más de los otros personajes del universo DC y de los derroteros del cómic superheroico tradicional. Animal Man descubrió que sus poderes tenían un carácter totemístico (contrario al carácter alienígena que habían tenido anteriormente) y resultó que él y otros metahumanos pertenecían a los "Controladores de Animales", una casta que tenía el poder de imitar los poderes de los animales y establecer una empatía sensitiva con ellos. Más tarde se descubriría que su hija Maxine también estaba desarrollando unas habilidades similares.
La propuesta de Veitch fue algo más original que la de Milligan y se acercó en parte a lo que Alan Moore había hecho con la Cosa del Pantano en la línea de crear un universo donde unos seres poderosos tenían las llaves del control de las fuerzas naturales.
Sin embargo, no llegó a convencer del todo y sería sustituido por el británico Jamie Delano, guionista de gran brillantez y proyección por aquel entonces. Cabe destacar que el "fracaso" de Milligan y Veitch no se debe tanto a ellos sino al contraste con la grandeza de la obra de Grant Morrison, quien cerró una etapa muy difícil de continuar y de superar.

### La etapa de Delano
Tras el número 50, Jamie Delano llegó a la serie para revitalizarla y, si ello fuera posible, repetir o superar el éxito de Morrison. Nada parecía indicar que Delano no correría la misma suerte que sus predecesores, pero sorprendió a todos con un giro radical. Sencillamente cogió una serie de superhéroes y lo convirtió en una "narración de corte ecologista-feminista-social bastante desconcertante pero de innegable buen resultado", "creando un atractivo fresco humano peculiar a la vez que absorbente" Durante esta etapa, Delano contó con las brillantes portadas de Bolland y de otros autores como Tom Taggart y del excelente dibujante inglés Steve Pugh, que aportó su estilo tenebrista y elaborado. Otros dibujantes, como Peter Snejbjerg y, de manera más notoria, Will Simpson, hicieron apariciones memorables en la serie.
En su primer arco argumental, Carne y Sangre (publicado en España por Ediciones Zinco en cuatro tomos), Delano mató al personaje y lo llevó por un viaje paranormal en el que se re-encarnó primero en una bestia alada que poco a poco recobró la humanidad. En estos primeros seis números, Delano apartó al personaje ya totalmente del multiverso DC y dotó a la serie de un tono maduro, siniestro y sobre todo totalmente distinto al resto.
Después, la serie continuó publicándose bajo el sello de Vértigo, filial de DC destinada al público adulto. Este paso también lo dieron otras series "peculiares de DC, como la cosa del Pantano, Shade o Sandman.
En las siguientes historias, siempre tituladas y habitualmente encuadradas en arcos argumentales que funcionaban casi a modo de miniseries, Delano exploró temas como la falta de contacto del ser humano con sus orígenes naturales, la contaminación y otros males de la civilización, el sexo o la vida más allá de la muerte.
El punto álgido de esta etapa llega cuando Maxine, tras un periodo de enfermedad en el cual ella parece totalmente apartada de la realidad, aparece muerta. Buddy Baker ve entonces perdido su último contacto con la humanidad y se transforma en una horrenda criatura, aún más horrible que la aparecida en Carne y Sangre. Poco después aparece una Maxine resucitada, y los amigos de los Baker deciden convertirla a él y a Animal Man en los iconos de una religión que difunda el mensaje del respeto a la vida y a la naturaleza.
Al mismo tiempo, Delano puso en contacto a Animal Man con el Rojo, una deidad que controla a los animales a través de la llamada "red vital". Este rasgo aporta misticismo a la serie y es una reminiscencia al Verde aparecido en la Cosa del Pantano, algo parecido a lo que había hecho antes Veitch.
La etapa de Jamie Delano concluyó con el éxito de la religión de Maxine, que había agrupada a un gran número de seguidores pese haber estado perseguida por el gobierno enérgicamente, y con la muerte de Animal Man a modo de mártir, haciéndose devorar por otros animales mientras los seguidores de la religión mantenían relaciones en una escena que recuerda al clímax final de la novela El Perfume. 
Animal Man deja además su semilla plantada en Lucy, una mujer que habían conocido él y Ellen durante uno de los arcos argumentales de la serie y que había decidido vivir con ellos junto con su hija en la granja de la madre de Ellen. Posiblemente fue debido a esto por lo que los directivos de DC decidieron continuar con la serie en vez de dejarla aparcada con la muerte de Animal Man en el número 79.
Sea como fuere, lo cierto es que la etapa de Delano es la más larga de Animal Man, con un éxito y una impronta iguales o tal vez superiores a los de la era de Morrison.

### Declive
En el número 80 llegó a la serie Jerry Prosser, que se hallaba en una situación parecida a la que se encontró Milligan: debía relanzar una serie prácticamente rematada, que artísticamente ya había dado de sí todo lo que debía. Con las portadas de Rick Berry y los lápices de Fred Harper (dibujante de algunas series menores de Marvel), Jerry Prosser resucitó a Buddy y lo transformó en un pacífico chamán de pelo canoso que combatía a extraños enemigos, como la Reina Araña, a lo largo de extrañas "aventuras" de carácter metafísico. Además, nacería el hijo de Lucy y Buddy.
La etapa solo duró hasta el número 89, momento en el que se canceló la serie por las malas ventas. La obra de Prosser sufrió de los mismos males que otras de sus obras (como Aliens: Nido): partía de una excelente premisa que no llegaba a resolverse bien y que acababa siendo realmente pobre pese a todo su interés.
Tal vez lo mejor hubiera sido que la serie acabase en el número 79, como había recomendado mucha gente, en vez de arriesgarse a estropear un mito de los cómics como había llegado a ser hasta ese momento Animal Man.
Así llegó al fin la colección, con especial anual guionizado por Delano.

### Etapa actual
DC Comics vuelve a sacar a la luz a este superhéroe después de años sin tener una serie propia. Desde noviembre de 2011 con Animal Man #1 de Los Nuevos 52 (NUDC en España), y bajo el guion de Jeff Lemire, vuelve a revitalizar a este héroe devolviéndole la fama que hacía años no tenía.
Cuenta también con un nuevo crossover junto a La Cosa del Pantano y Frankenstein (DC Comics) titulado "Mundo Pudrición", rejuveneciendo un concepto inventado por Alan Moore en su etapa de La Cosa del Pantano; el verde, el rojo y la putrefacción.

## Ediciones en español
Las únicas etapas que se han publicado en España son las de Morrison, Delano y Lemire, esta última actualmente en curso. La de Morrison fue publicada en formato comic-book por  Ediciones Zinco en veintiséis cuadernos a color; la de Delano lo fue en los tomos de Carne y Sangre publicados por Zinco y luego la obra completa de Delano publicada por Planeta DeAgostini. La serie actual es editada en España por la editorial ECC ediciones en formato "rústico" incluyendo tandas de 6 números.

## Biografía Ficticia del personaje
Buddy Baker obtuvo sus poderes cuando se encontró con una nave espacial que había explotado, bañándolo enteramente de radiación. Ha usado sus poderes para combatir el crimen y rechazar ataques alienígenas.
Estuvo en el grupo héroes olvidados antes de  crisis en tierras infinitas. Fue visto con este grupo durante la crisis.
El Buddy post-Crisis fue ligeramente modificado, pero mantuvo la esencia del original. 
Mientras cazaba siendo adolescente, se topó con una nave espacial accidentada que aparentemente le otorgó sus habilidades, (las nimias discrepancias entre los dos orígenes se abordaron como orígenes Pre-Crisis and Post-Crisis,  con la aparición del Buddy Baker "original", quien no quiso ser eliminado). Tras una etapa aparentemente infructuosa como superhéroe, seguido por un intervalo donde utilizó sus poderes como doble, Baker decidió retomar su carrera tras tomar como ejemplo a la Liga de Justicia Internacional, que es donde empezó su propia serie.
Está casado con su amor de instituto, Ellen, dibujante de storyboard y posteriormente ilustradora para libros infantiles. Tienen dos hijos, Cliff y Maxine, que son un preadolescente y una niña pequeña, respectivamente, cuando la serie empieza. Viven en las afueras de San Diego.
A través de la serie, Animal Man llega a convertirse en un hombre de gran compasión hacia todas las criaturas, en un destacado defensor de los derechos de los animales, un ambientalista de pro y vegetariano. Se dará cuenta que su poder para con los animales se ha transmitido a su hija, Maxine, la cual está conectada con el reino animal. Aunque lleva una máscara tampoco hace grandes esfuerzos por ocultar su identidad civil. Agregó una chaqueta al disfraz de Animal Man (tenía bolsillos y podía poner las llaves al igual que las notas de su mujer). La chaqueta es vaquera ya que se niega a llevar chaquetas de cuero, básicamente por consideraciones morales.
Tuvo deseo de fama y de ahí su deseo de estar en la liga de la justicia. Al principio, su idea es conseguir notoriedad a través de publicidad y entrevistas más que en la ayuda a los demás como impulso altruista. Buddy se une a la recientemente formada Liga de la justicia Europa y hace amistad con Dmitri de los Rocket Reds gracias a la experiencia de ser padres.En poco tiempo dejará la liga debido a los trágicos acontecimientos ocurridos en su serie.
Después de pequeño intervalo de la búsqueda de sus propios límites, se pone a investigar la intrusión en un laboratorio de S.T.A.R donde se realizan pruebas con animales. La investigación le llevará hasta B'wana Beast, que le echará una mano. Las condiciones de las que será testigo en las instalaciones le harán volverse vegetariano, una decisión que creará pequeñas tensiones con su familia. Baker se convertirá en un firme defensor del derecho animal y se verá involucrado en varias operaciones medioambientales.
Buddy experimentará pérdidas momentáneas de sus poderes durante sus aventuras. Empezará a percatarse de que existe dentro de un cómic, pero no comprende la razón de esto. 
Una misteriosa organización lo pondrá en su punto de mira molesta por su trabajo medioambiental e intentará asesinarlo, enfrentándose al amo de los espejos. Baker, además, es perseguido por el Dr. James Highwater, un físico que no tiene ningún recuerdo de su anterior existencia, y, aparentemente, con la única intención de contactar con Buddy. 
Una historia paralela involucra a un par de aliens, (se describen como "agentes de algún 'poder superior' no especificado" que orquestaron el accidente de la nave espacial que le otorgó sus poderes), los cuales están al tanto de los acontecimientos de Crisis y supervisan las acciones de Baker. Temen que haya una "segunda Crisis" en marcha, la cual creen que, sólo, Animal Man puede evitar. 
Se "reconcilian" los dos orígenes de Animal man a través de una inexplicada "cirugía" que además amplias sus habilidades. En otra parte, en  Arkham Asylum, el Psico-Pirata, consciente del ambiente "ficticio" donde se mueven, abre una puerta al mundo real y a otras realidades de cómics trayendo a su realidad personajes que hacía mucho no existían en el mundo que ellos habitan.
Baker acabó desmoralizado cuando unos bomberos resultan heridos en un incendio provocado por unos activistas con los que colaboraba en un laboratorio.
Highwater se le acercará cuando decida dejar atrás su personalidad disfrazada. Mientras que están en un rito de conocimiento en el cual aprenderá la naturaleza de sus poderes y podrá ver brevemente al lector de cómics, la familia de baker es brutalmente asesinada por un asesino enviado por la empresa que estaba detrás de que parase su trabajo medioambiental.
Con ayuda del amo de los espejos (que había dejado el anterior trabajo), rastreará a los empresarios y al asesino y los matará.
Mientras que está intentando deshacer la muerte de su familia con una máquina temporal, este se ve arrastrado hasta los años 60 donde conocerá a phantom stranger, Etrigan y a hombre inmortal que le ayudarán a aceptar su dolor.
Será contactado por los aliens y llevado a Arkham, donde detendrá al Psico-Pirata y prevendrá daños al continuo. Baker se verá transportado al limbo donde conocerá con bastantes personajes de comic book que no son utilizados en las historias. Al final, Baker se encontrará con su propio guionista (Grant Morrison), y mantendrán una conversación sobre la relación que existe entre el creador y los personajes de ficción cuyas vidas escriben. Después de este encuentro, Baker es enviado de regreso a casa y se encontrará que su familia ha vuelto a la vida; no se deja claro si Baker recuerda o no la naturaleza completa de estos eventos.
Tras caer en coma, Buddy se encuentra en una extraña realidad alternativa, de la cual deduce de forma correcta es una fase de la existencia divergente y así es capaz de volver a casa.
Cunado deja la liga de la justicia, retomará su trabajo de especialista. Además, se encuentra a sí mismo comportándose de forma animal, la cual no puede controlar. Es agredido por un vecino, Travis Cody, un doctorando en ingeniería electrónica de MIT con un agotamiento extremo. Cody dedujo que los poderes de Baker se han desvirtuado y que su uso está matando animales. Tras llegar a un entendimiento, trabajan conjuntamente para controlar y encauzar los poderes de Animal man.
Se acaban convirtiendo en objetivo de un grupo de chamanes, uno de los cuales estuvo presente en el origen de Animal Man, y que están al tanto de los extraterrestres amarillos y del guionista. Durante este tiempo, la hija de Baker, Maxine, comienza a demostrar poderes similares a los de su padre pudiendo comunicarse con el chamán principal.
S.T.A.R. Labs volverá a contactar con Baker, ofreciéndole el puesto de portavoz sobre temas medioambientales, pero lo rechazará. Tras un accidente en el cual Baker mata a toda la población del zoológico de San Diego, su mujer se llevará a su hija a vivir con su madre en Vermont para evitar la atención mediática. Baker caerá en una depresión haciendo que su hijo escape, acabando con un depredador sexual.
Baker viaja a Vermont, donde finalmente conoce al chamán. Mientras tanto, Cody ha sido contratado por Laboratorios S.T.A.R. por su experiencia, y allí descubre una conspiración que involucra a uno de los chamanes, pero se encuentra mentalmente atrapado en el ciberespacio.
Dividirá su tiempo entre su familia, su carrera de superhéroe y especialista. Prestará sus poderes a varios grupos, entre ellos, la JLA y los Héroes olvidados, además de ocupar un puesto destacado en el grupo de la cosa del pantano, los tótems.

### Post-series
Este momento marcó la reaparición de Buddy con traje de superhéroes y anunció su retorno al universo principal de  el universo dc (aunque sus apariciones en la colección Vertigo claramente mostraba que estaba en el interior de ese universo). Aparecería con Aquaman, Hawkman, y  Resurrection Man. En el #27 (marzo 1999) de la JLA, Buddy se une oficialmente a la liga para combatir a un desenfrenado Amazo en los everglades de Florida; sin embargo, dado que puede imitar los poderes de todos los miembros de la Liga, solo pudieron derrotarlo disolviéndola. Buddy no se queda para la reorganización. Durante un evento crossover de la Liga de la Justicia, la experiencia de Animal Man en el campo morfogenético ayuda a la Liga.
Animal Man aparecerá en la serie limitada Identity Crisis, donde ayudará a encontrar el asesino de Sue Dibny.
Animal Man se mantuvo apartado mientras se desarrollaba el proyecto omac  y le dolió enormemente cuando se enteró de que su buen amigo Rocket Red VII fue asesinado por los omacs en Moscú. Habían sido muy buenos amigos desde los tiempos de la JLE, en los 80.
Después de encontrar señales de peligro del mundo animal, Animal Man es reclutado por Donna Troy como parte de un equipo que viaja a Nuevo Cronos para detener la Crisis Infinita, reflejando su papel en Crisis en Tierras Infinitas, durante esta aventura, viajó al espacio con los Héroes Olvidados en la nave de Brainiac. Forjó una amistad con el nuevo firestorm, Jason Rusch al cual le ofreció su ayuda para entrenarlo.
Debido a un fallo en el rayo zeta, que Adam Strange utiliza para traer al equipo a la Tierra; Animal Man, junto con la mayoría de los héroes, desaparece después de "Crisis Infinita". Finalmente, se recuperan a algunos héroes, pero Animal Man, Adam Strange y Starfire siguen desaparecidos. Se convertirán en miembros de la serie semanal "52" de la costa este.

### 52
En 52, Animal Man, Starfire, y Adam Strange se encuentran varados en un planeta alienígena. Escaparán pero serán perseguidos por cazarrecompensas. Se les unirá Lobo. En el  #36, durante una batalla contra Lady Styx y su horda, Animal Man es asesinado por una necrotoxina la cual hace que vuelvan a la "vida" al servicio de Lady Styx. Animal Man le hace prometer a Starfire que no lo dejará en ese estado. Hace un gesto al lector (de cómics), diciendo: «Mira, nos están animando. Te dije que le caigo bien al universo». En el momento de su muerte, Ellen, aún en la Tierra, presiente su muerte y rompe a llorar.
En el #37, momentos después de que Starfire y Adam Strange dejen a Animal Man en el espacio, Buddy vuelve a la vida. Los extraterrestres que originalmente le otorgaron sus poderes están junto a él y dicen: "Y así comienza".
Después de sacarlo del flujo temporal y reparar su cuerpo, lo abandonan en el espacio exterior. Animal Man debe acercarse a otra forma de vida para sobrevivir y reclama las habilidades de un grupo de Devoradores de Sol, lo que incluye su sentido de orientación.
Observa a su esposa desde un agujero de gusano en el espacio proporcionado por los extraterrestres, solo para descubrir que Ellen está viendo a otro hombre (aunque luego se revela que solo salió de mala gana con uno de los amigos de Buddy).
Buddy regresa a la Tierra, describiendo las maravillas del espacio a su familia. Ellen organiza una fiesta para celebrar su regreso, pero aparecen algunos seguidores de Lady Styx, empeñados en matar a la familia. Son eliminados por Starfire, quien solo se ha recuperado parcialmente de las heridas sufridas en el espacio. Le entrega la chaqueta a Buddy y se desmaya por la debilidad que aún tiene y la sorpresa al verlo con vida, dejando a la familia al cuidado de ella.

### Countdown to Adventure
Animal Man se unirá con Adam Strange y Starfire en la serie titulada Countdown to Adventure guionizada por Adam Beechen. El primer número revela que su familia ha estado cuidando a Starfire, quien aún no ha recuperado sus poderes. Buddy convence a Ellen para que deje que Starfire se quede y cuide a sus dos hijos. Cuando una extraña forma de locura infecta a los habitantes de San Diego, él y Starfire se unen para detenerla. La cercanía de Buddy con Starfire le ha provocado resquemor a Ellen, quien cree que Buddy está enamorado de ella. Los poderes de Buddy han estado en constante cambio, algunas veces dejan de funcionar y las otras manifestando habilidades extrañas, como crear un torbellino o disparar rayos de energía. Una vez finalizado su viaje extraterrestre, Starfire abandona la casa de los Baker, diciéndoles que siempre estarán en su corazón.

### Anansi
En La liga de la justicia de América vol. 2 #25, Buddy es atraído hacia el tótem animal de Vixen y capturado por el dios tramposo Anansi, quien afirma ser quien le dio a Buddy sus poderes, habiéndose disfrazado de extraterrestres (sabiendo que este dios miente constantemente). Anansi también menciona que los nuevos poderes de Buddy fueron un efecto secundario de su manipulación del campo morfogénico de la Tierra. Después de escapar del tótem y derrotar a Anansi, Animal Man regresó a la sede de la JLA para agradecerles su ayuda. Black Canary y Wonder Woman le dijeron a Buddy que hay un lugar para él en la JLA. Buddy declinó, eligiendo centrarse en su familia y seguir trabajando a tiempo parcial. Buddy usó el teletransportador de la JLA para regresar a casa con su esposa e hijos en San Diego.

### Cry for Justice
Buddy aparece en la segunda mitad de la miniserie "Liga de la Justicia: Un grito de justicia" del guionista James Robinson. Mientras él y su familia entretienen a Starfire y Donna Troy,  Mikaal Tomas y Congorilla se acercan a Buddy y le piden ayuda para encontrar al supervillano Prometheus.Los acompaña a la atalaya para buscar ayuda de la Liga de la Justicia, y está presente cuando Flecha Roja es atacado por un atacante desconocido. Mientras busca al agresor de Flecha roja, Buddy es atacado por Prometheus disfrazado de Freddy Freeman.
Al final, Buddy es visto ayudando a Starfire y a Firestorm rescatando a supervivientes después de que Prometheus destruya Star City.

### Blackest Night
Durante el evento llamado Blackest Night , Nekron, el señor de los muertos, revela que a todos aquellos que han regresado de entre los muertos, como Buddy, se les permitió hacerlo para convertirse en sus "agentes internos". Un anillo de poder negro se adhiere a Buddy, cancelando su resurrección y transformándolo en un Linterna Negra. En la batalla final, Animal Man es liberado por el poder de la luz blanca.

## Poderes y habilidades
Animal Man puede absorber las capacidades de los animales que se encuentran cerca de él, aunque es uno de los que más ha evolucionado.

## En otros medios

### Televisión
- Animal Man aparece en el segmento de Mad "That's What Super Friends Are For".
- Animal Man aparece en un segmento homónimo de DC Nation Shorts, con la voz de «Weird Al» Yankovic. Esta versión se centra en rescatar animales en lugar de personas.
- Animal Man hace apariciones en Teen Titans Go! episodio "Forest Pirates".

### Película
- Animal Man aparece en DC Super Hero Girls: Super Hero High.
- Animal Man aparece en Teen Titans Go! to the Movies.

### Videojuegos
- Animal Man aparece en DC Universe Online.
- Animal Man aparece como un personaje asistente en Scribblenauts Unmasked: A DC Comics Adventure.

### Varios
- Animal Man aparece en Justice League Unlimited #29.[13]
- Animal Man hace un cameo en DC Super Hero Girls como graduado de Super Hero High.